# Frederik Pohl
Frederik George Pohl, Jr. (Nova Iorque, 26 de novembro de 1919 — Palatine, 2 de setembro de 2013) foi um escritor, editor e fã de ficção científica estadunidense.
De 1959 até 1969, editou a revista Galaxy e sua irmã, a revista if, vencendo o Hugo pela if por três anos consecutivos. Seus trabalhos também lhe renderam três Hugos e múltiplos Nebula Awards. Tornou-se um Nebula Grand Master em 1993. Durante algum tempo, ele foi a autoridade oficial sobre Tibério para a Encyclopædia Britannica.